# Espace Julien
 (mai 2015).
Si vous disposez d'ouvrages ou d'articles de référence ou si vous connaissez des sites web de qualité traitant du thème abordé ici, merci de compléter l'article en donnant les références utiles à sa vérifiabilité et en les liant à la section « Notes et références ».
L'Espace Julien est une salle de spectacle de Marseille, située sur le Cours Julien, dans le 6e arrondissement, ouvert en 1984.
La salle peut accueillir de 600 à 1 000 spectateurs selon la configuration du spectacle. 
Ce lieu est desservi par la station  Notre-Dame du Mont - Cours Julien sur la ligne  .